# 瓦列里·沙伊塔諾夫
瓦列里·阿爾貝托維奇·沙伊塔諾夫（羅馬化：Valeriy Albertovich Shaitanov；1963年10月21日—），烏克蘭特種部隊成員、烏克蘭安全局少將及俄羅斯間諜。

## 生平
沙伊塔諾夫出生於俄罗斯苏维埃联邦社会主义共和国阿爾漢格爾斯克州普列謝茨克區薩莫傑德，1983年畢業於蘇聯內務部新西伯利亞高等軍事指揮學校，後畢業於梁贊衛隊高級空降指揮學校，2005年畢業於俄羅斯聯邦總統國民經濟與國家行政學院。他曾在蘇聯克格勃特種部隊服役，然後在烏克蘭安全局的阿爾法特種部隊服役。

## 事蹟
2014年2月，在基輔廣場革命期間，時為上校軍銜的沙伊塔諾夫指揮的一支突擊隊襲擊並燒毀了工會大樓，造成數人被活活燒死。
2014年春，沙伊塔諾夫在頓巴斯與頓涅茨克阿爾法特種部隊前負責人，後來的东方旅指揮官亚历山大·霍达科夫斯基進行了談判。他的特種部隊拒絕摧毀斯洛維揚斯克周圍的民兵檢查站，這使得頓涅茨克人民軍指揮官伊戈爾·斯特列爾科夫得以在該市站穩腳跟。
沙伊塔諾夫自2015年8月起擔任烏克蘭安全局反恐特別行動中心第一副主任。2015年8月23日，烏克蘭總統彼得罗·波罗申科授予沙伊塔諾夫少將軍銜。
2015年10月31日，沙伊塔諾夫率領逮捕烏克蘭愛國者聯盟-刁草黨魁、第聶伯羅彼得羅夫斯克州前副州長根納季·科爾班的行動。

### 逮捕
2020年4月14日，烏克蘭安全局反情報部門與俄羅斯聯邦安全局合作揭露沙伊塔諾夫。據信他與俄羅斯間諜網絡有聯繫。據烏克蘭安全局稱，沙伊塔諾夫策劃了一系列針對烏克蘭境內的恐怖襲擊，並獲得20萬美元的獎金和俄羅斯護照。他在俄羅斯可能的上司是俄羅斯聯邦安全局上校伊戈爾·葉戈羅夫。
2020年4月16日，烏克蘭安全局在搜查沙伊塔諾夫的住所時，發現了大量槍支和彈藥：一支RPG-26榴彈發射器、一支下管榴彈發射器和2枚手榴彈、一把帶有消音器的STEYR 1914手槍、一支卡賓槍步槍、毛瑟-威克步槍、帶有消音器的自製步槍、3枚RGD-5手榴彈及其引信、類質體材料、12個雷管膠囊和9000多個不同口徑的彈藥筒。
調查顯示，在俄羅斯特工部門的授意下，沙伊塔諾夫還策劃謀殺焦哈爾·杜達耶夫營指揮官亞當·奧斯馬耶夫、準備刺殺時任烏克蘭內務部部長阿爾森·阿瓦科夫，並向俄羅斯聯邦收集並傳送有關進行秘密行動的信息。此外，他還試圖招募烏克蘭高級官員為俄羅斯聯邦安全局工作。

### 審判
2020年6月10日，沙伊塔諾夫的拘留期限延長至2020年8月8日。在其考慮上訴後，基輔上訴法院將他還押至至少2020年8月8日。
2021年7月13日，基輔上訴法院繼續拘留沙伊塔諾夫。據法庭報告稱，當日法官小組審議了辯方針對基輔霍洛西夫斯基地區法院裁決提出的上訴，該法院批准了檢察官關於被告的請求，並延長了預防措施的期限，拘留期限將延至至2021年8月23日。
2023年8月14日，根據總檢察長辦公室的報告指，法院認定沙伊塔諾夫叛國罪、恐怖活動未遂罪、非法持有槍支、軍用物資或爆炸物罪罪名成立。他被判處有期徒刑12年，並沒收財產。

## 榮譽

### 烏克蘭
烏克蘭總統彼得羅·波羅申科以「完美履行軍事和官方職責以保護烏克蘭國家利益做出的重大個人貢獻」為由授予沙伊塔諾夫勳章：
- 三級博格丹·赫梅爾尼茨基勳章 (烏克蘭)[15]
- 三級勇氣勳章 (烏克蘭)[16]

### 俄羅斯
根據烏克蘭安全局的搜索，發現沙伊塔諾夫在當俄羅斯間諜期間獲得以下勳章：
- 一級祖國功勳勳章[1]
- 二級祖國功勳勳章[1]
- 勇氣勳章[1]
- 勇敢獎章（2次）[1]
- 克里米亞回歸獎章[1]